# Reggenza di Ogan Komering Ulu Orientale
La reggenza di Ogan Komering Ulu Orientale (in indonesiano: Kabupaten Ogan Komering Ulu Timur) è una reggenza dell'Indonesia, situata nella provincia di Sumatra Meridionale.